# Borda d'Escales (Antist)
La Borda d'Escales és una borda del terme municipal de la Torre de Cabdella, a l'antic terme de la Pobleta de Bellveí, al Pallars Jussà. Està situada a llevant, un xic al nord, del poble d'Antist, al peu del camí de Santa Eulàlia. És a la mateixa carena d'Antist, bastant per dessota seu.